# 大霍爾巴沙 (茲維亞赫爾區)
50°27′6″N 27°25′26″E / 50.45167°N 27.42389°E
大霍爾巴沙（烏克蘭語：Велика Горбаша），是烏克蘭中部日托米爾州的村落，由茲維亞赫爾區的亞倫市鎮所轄，距離茲維亞赫爾約27公里，始建於1610年，面積1.87平方公里，海拔高度219米，2001年人口489。